# Jacques Bainville
Jacques Bainville (Vincennes, 9 de febrero de 1879-París, 9 de febrero de 1936) fue un historiador, cronista especializado en asuntos exteriores, periodista y académico francés. Monárquico, perteneció a Acción Francesa, de la que fue una figura destacada, y fue miembro de la Academia Francesa desde 1935 hasta su muerte.
Fue autor de obras como L'Histoire de deux peuples (1916), L'Histoire de deux générations (1918), Les conséquences politiques de la paix  (1920; Editions de l'Arsenal, 1995; Godefroy de Bouillon, 1996), Histoire de France (A. Fayard, 1924), Petite Histoire de France (1930), Napoléon, Les dictateurs (1935; Godefroy de Bouillon, 1996), e Histoire de la Troisième République (1935), entre otras.
Director de la revista Revue universelle, colaboró en publicaciones como L'Action Française, Gazette de France, Le Petit Parisien, L'Eclair de Montpellier, Candide, Liberté, Le Petit Journal, Capital o La Nation belge, entre otras.
Fue condecorado en 1920 como caballero de la Legión de honor por su labor en el ámbito de Publiciste-Homme de Lettres, por reporte del Ministerio de Asuntos Exteriores de Francia.
En sus últimos años se mostró opuesto a la Alemania nazi. En 1979 se publicó sobre él Jacques Bainville and the Renaissance of Royalist History in Twentieth-Century France, de William R. Keylor.